# Cherry Lane
Cherry Lane, född 22 juni 1984 i Valencia i Kalifornien i USA, är en amerikansk skådespelare i pornografisk film, som medverkat i över 45 filmer sedan debuten 2003.